# Prêmio Açorianos de 1977
A primeira edição do Prêmio Açorianos ocorreu em 1977 em Porto Alegre e premiou unicamente destaques do setor de arte dramática.

## Premiação
Melhor diretor: Luiz Arthur Nunes
Melhor ator: Raul Machado (por Jogos na hora da sesta)
Melhor atriz: Marlise  Saueressig
Ator revelação: Jurandir Aliatti
Atriz revelação: Maria de Lourdes Meneghetti
Melhor espetáculo: Jogos na hora da sesta, produzido por Circo XX
Melhor figurino: Alziro Azevedo, pelos trabalhos em O homem que não quis morrer e Os saltimbancos

## Comissão julgadora
- Professor Ivo C. Bender, da Divisão de Cultura (presidente da comissão)
- Jornalista Aldo Obino, do jornal Correio do Povo
- Jornalista Décio Presser, do jornal Folha da Tarde
- Crítico Caio Fernando Abreu[3]